# Luxemburgo no Festival Eurovisão da Canção
O Luxemburgo participou no Festival Eurovisão da Canção, até ao momento, 39 vezes, estreando-se logo na primeira edição em 1956 e estando ausente em 1959, e entre 1994, quando o país deixou de participar do concurso, devido à falta de condições financeiras alegadas pela RTL Télé Lëtzebuerg, que gere o evento no país, e 2024. Ganhou cinco edições (1961, 1965, 1972, 1973 e 1983). É um dos sete países que criaram o festival, junto com Alemanha, Bélgica, Países Baixos, Suíça, França e Itália
Após 31 anos de ausência, foi anunciado o regresso do país ao certame, previsto para a edição de 2024, representado por Tali Golergant foi escolhida através de final nacional.

## Galeria

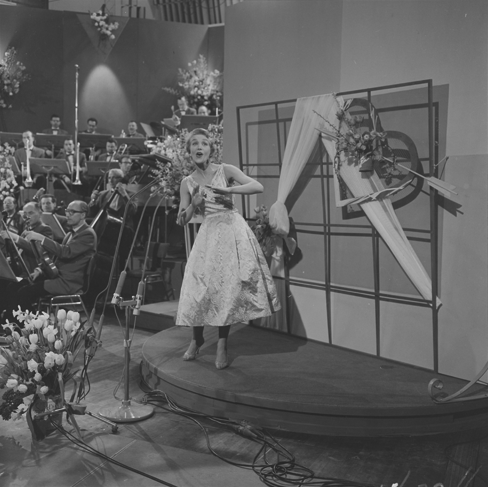
Solange Berry em Hilversum (1958)
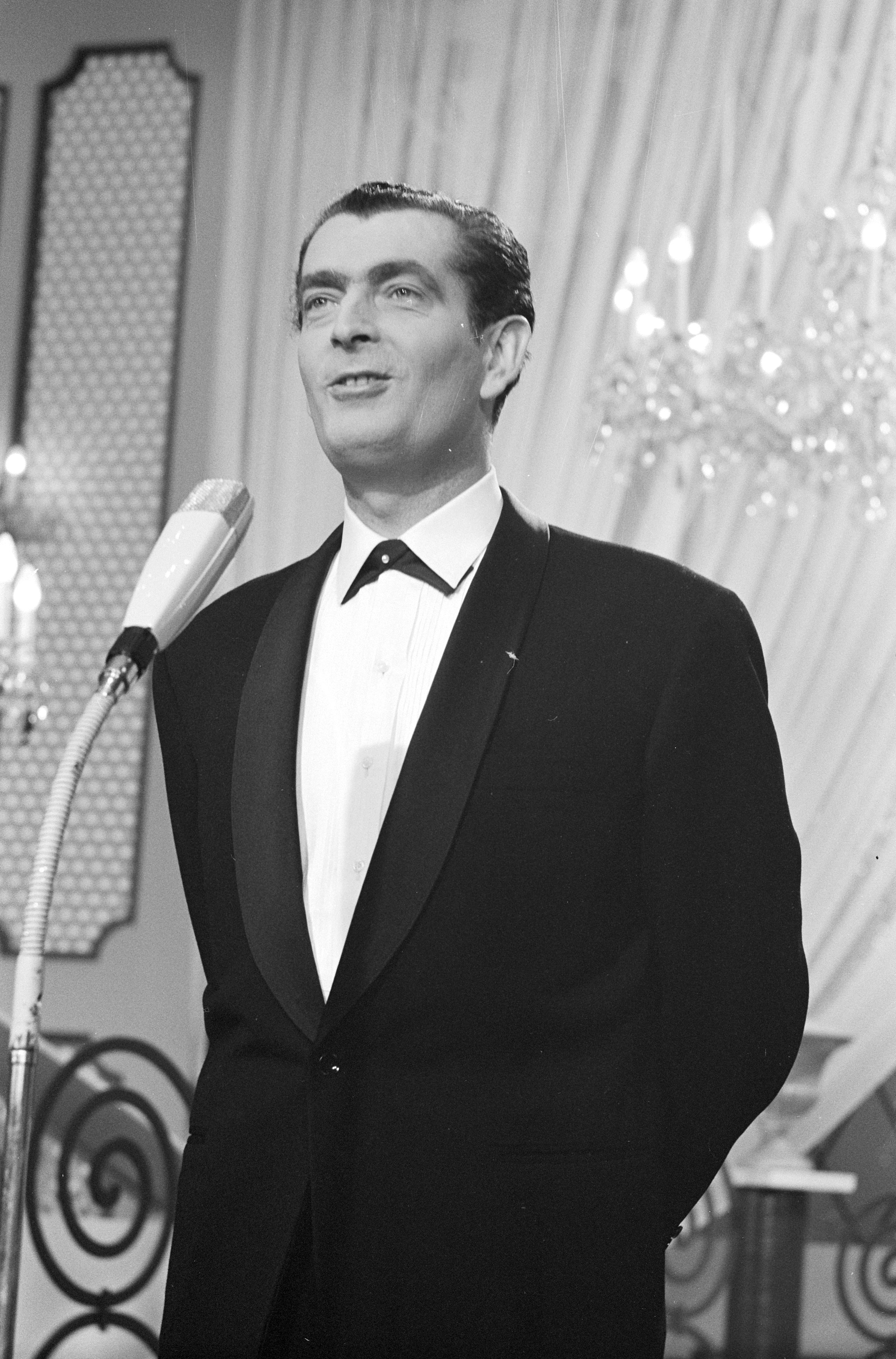
Camillo Felgen no Luxemburgo
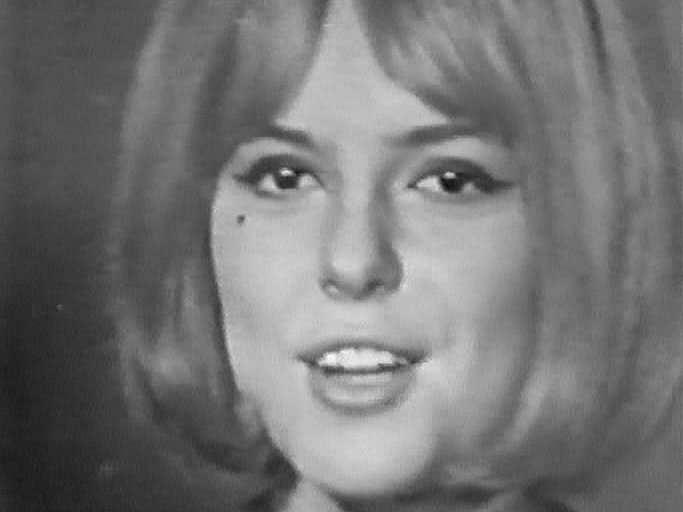
France Gall em Nápoles (1965)
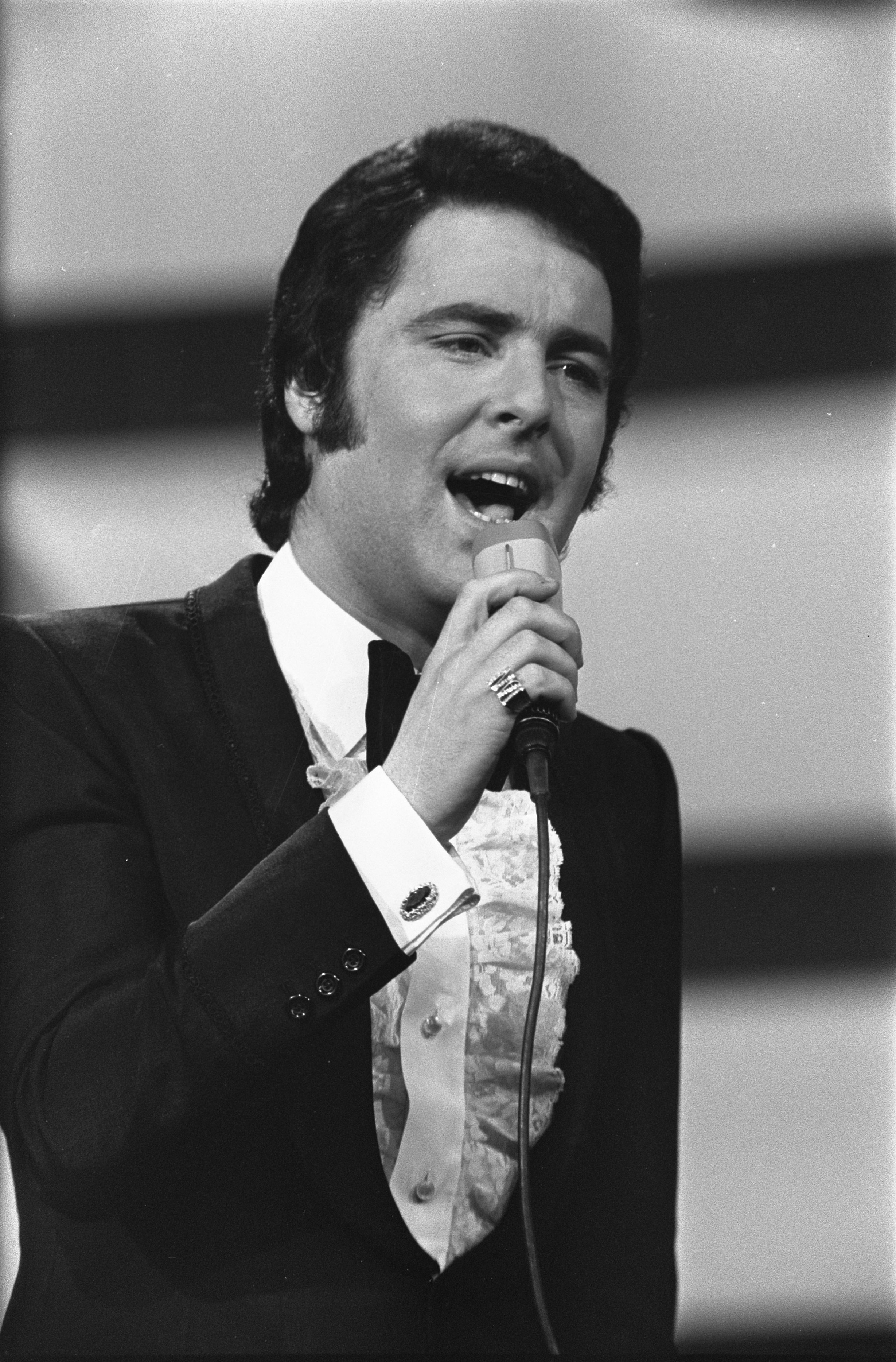
David Alexandre Winter em Amesterdão (1970)
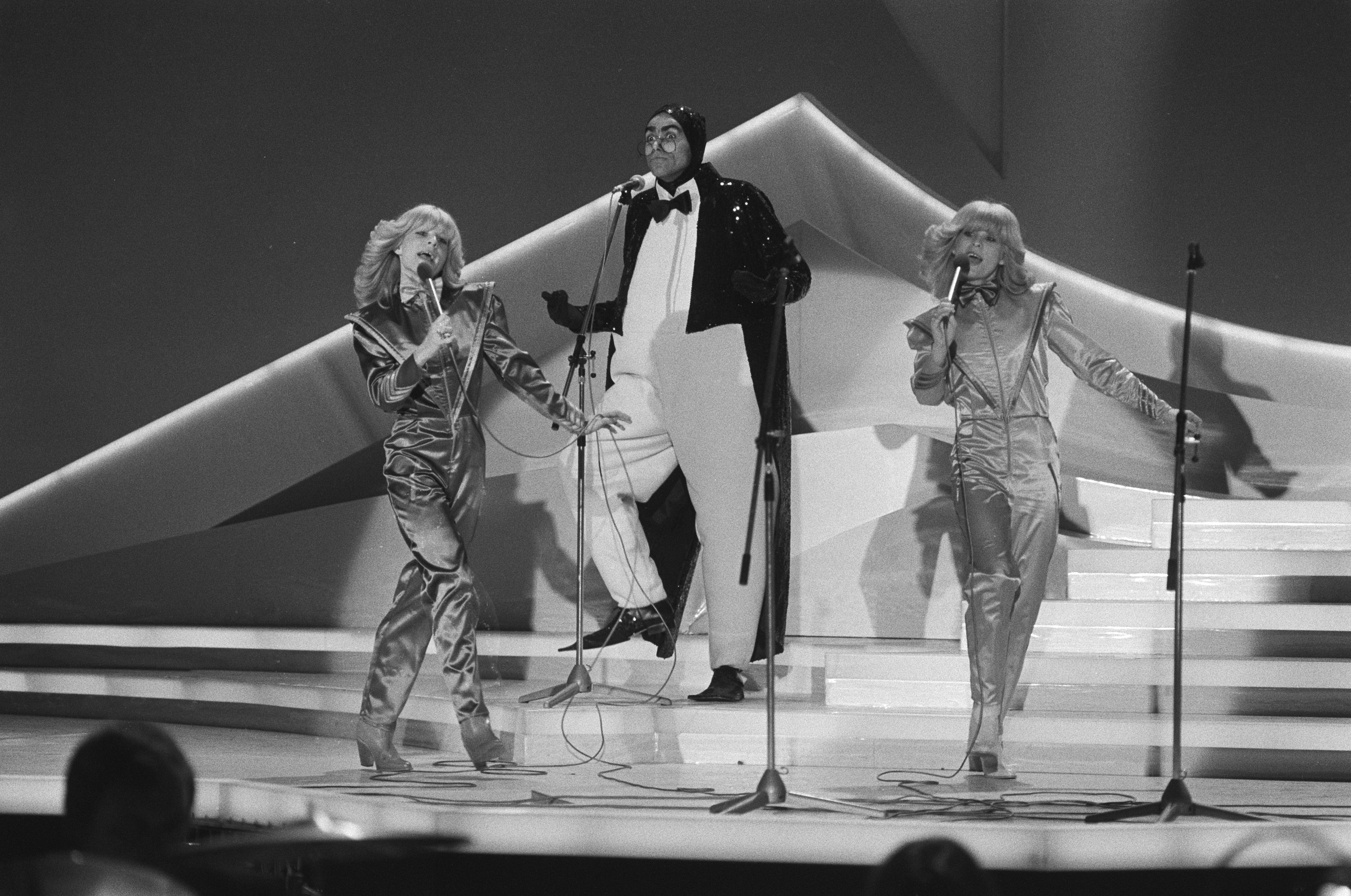
Sophie & Magaly em Haia (1980)
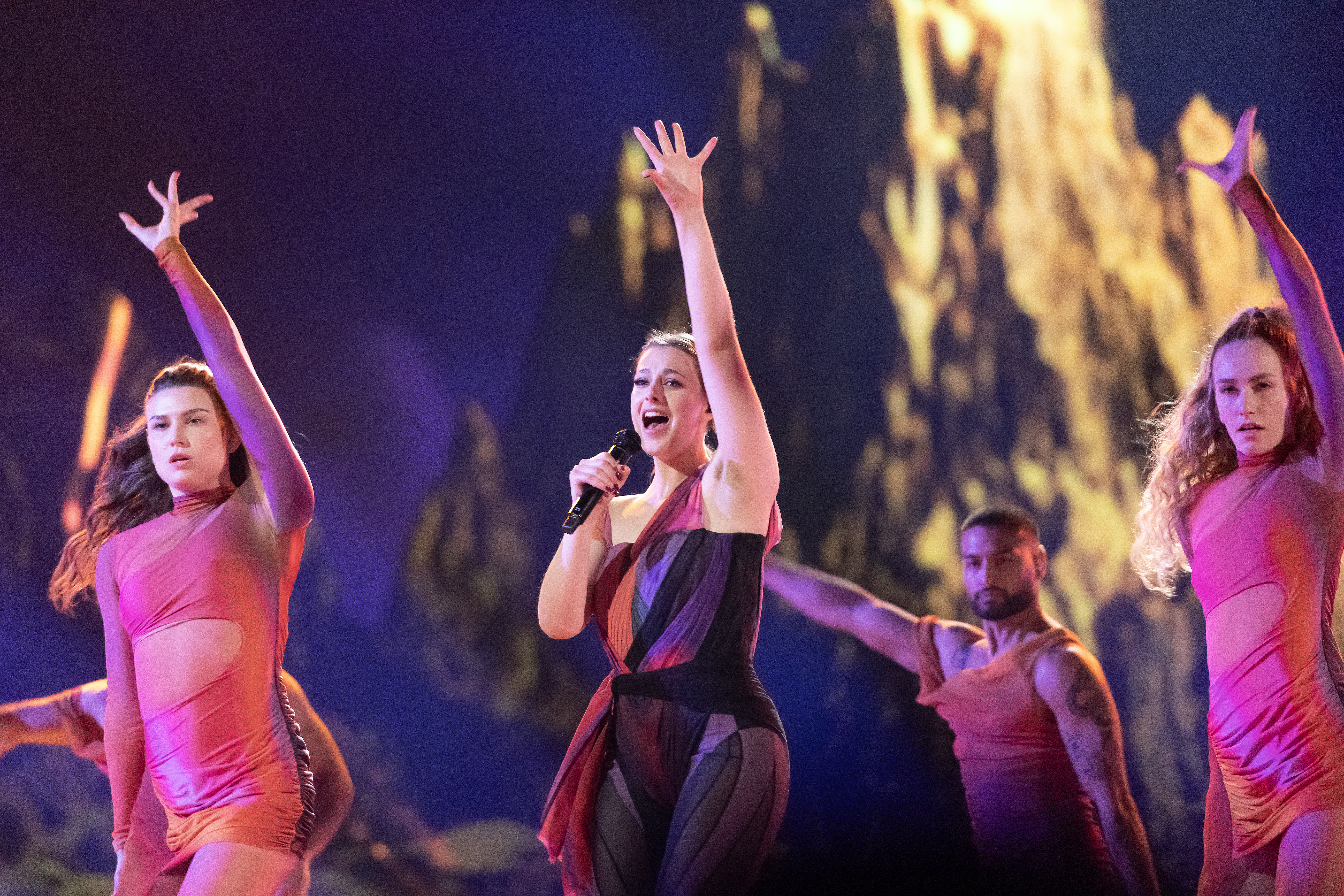
Tali em Malmö (2024)

## Participações
Legenda
     Vencedor
     2.º lugar
     3.º lugar
     Pontuação Nula ("Null Points")/Último Lugar
     Melhor classificação (fora do top 3)
     Qualificação para a final (fora do top 3)
     País-anfitrião
     Desclassificado
| #                                | Ano             | Artista                                                                    | Canção                                                             | Língua                 | Final          | Pontos         | Semi                        | Pontos                      |
| -------------------------------- | --------------- | -------------------------------------------------------------------------- | ------------------------------------------------------------------ | ---------------------- | -------------- | -------------- | --------------------------- | --------------------------- |
| 1º                               | Lugano 1956     | Michèle Arnaud                                                             | "Ne Crois Pas" Não acredito                                        | Francês                | (a)            | (a)            | Sem Semi-Finais             | Sem Semi-Finais             |
| 1º                               | Lugano 1956     | Michèle Arnaud                                                             | "Les amants de minuit" Os amantes da meia-noite                    | Francês                | (a)            | (a)            | Sem Semi-Finais             | Sem Semi-Finais             |
| 2º                               | Frankfurt 1957  | Danièle Dupré                                                              | "Amours Mortes" Amores mortos                                      | Francês                | 4º             | 8              | Sem Semi-Finais             | Sem Semi-Finais             |
| 3º                               | Hilversum 1958  | Solange Berry                                                              | "Un grand amour" Um Grande Amor                                    | Francês                | 9º             | 1              | Sem Semi-Finais             | Sem Semi-Finais             |
|                                  | Cannes 1959     | Não participou                                                             | Não participou                                                     | Não participou         | Não participou | Não participou | Sem Semi-Finais             | Sem Semi-Finais             |
| 4º                               | Londres 1960    | Camillo Felgen                                                             | "So laang we's du do bast" Tão Longe que tu estás                  | Luxemburguês           | 13º            | 1              | Sem Semi-Finais             | Sem Semi-Finais             |
| 5º                               | Cannes 1961     | Jean-Claude Pascal                                                         | "Nous les amoureux" Nós os amorosos                                | Francês                | 1º             | 31             | Sem Semi-Finais             | Sem Semi-Finais             |
| 6º                               | Luxemburgo 1962 | Camillo Felgen                                                             | "Petit bonhomme" Rapazinho                                         | Francês                | 3º             | 11             | Sem Semi-Finais             | Sem Semi-Finais             |
| 7º                               | Londres 1963    | Nana Mouskouri                                                             | "À force de prier" Pela força da oração                            | Francês                | 8º             | 13             | Sem Semi-Finais             | Sem Semi-Finais             |
| 8º                               | Copenhaga 196   | Hughes Aufray                                                              | "Dès que le printemps revient" Uma vez a chegada da Primavara      | Francês                | 4º             | 14             | Sem Semi-Finais             | Sem Semi-Finais             |
| 9º                               | Nápoles 1965    | France Gall                                                                | "Poupée de cire, poupée de son" Boneca de cera, boneca de som      | Francês                | 1º             | 32             | Sem Semi-Finais             | Sem Semi-Finais             |
| 10º                              | Luxemburgo 1966 | Michèle Torr                                                               | "Ce soir je t'attendais" Esta noite espero por ti                  | Francês                | 10º            | 7              | Sem Semi-Finais             | Sem Semi-Finais             |
| 11º                              | Viena 1967      | Vicky Leandros                                                             | "L'amour est bleu" O amor é azul                                   | Francês                | 4º             | 17             | Sem Semi-Finais             | Sem Semi-Finais             |
| 12º                              | Londres 1968    | Chris Baldo & Sophie Garel                                                 | "Nous vivrons d'amour" Nós viveremos de amor                       | Francês                | 11º            | 5              | Sem Semi-Finais             | Sem Semi-Finais             |
| 13º                              | Madrid 1969     | Romauld                                                                    | "Catherine"                                                        | Francês                | 11º            | 7              | Sem Semi-Finais             | Sem Semi-Finais             |
| 14º                              | Amesterdão 1970 | David Alexandre Winter                                                     | "Je suis tombé du ciel" Eu caí do Paraíso                          | Francês                | 12º            | 0              | Sem Semi-Finais             | Sem Semi-Finais             |
| 15º                              | Dublin 1971     | Monique Melsen                                                             | "Pomme, Pomme, Pomme" Maçã, maçã, maçã                             | Francês                | 13º            | 70             | Sem Semi-Finais             | Sem Semi-Finais             |
| 16º                              | Edinburgo 1972  | Vicky Leandros                                                             | "Après Toi" Depois de ti                                           | Francês                | 1º             | 128            | Sem Semi-Finais             | Sem Semi-Finais             |
| 17º                              | Luxemburgo 1973 | Anne-Marie David                                                           | "Tu te reconnaîtras" Tu te reconhecerás                            | Francês                | 1º             | 129            | Sem Semi-Finais             | Sem Semi-Finais             |
| 18º                              | Brighton 1974   | Ireen Sheer                                                                | "Bye Bye I Love You" Adeus, adeus, amo-te                          | Francês & Inglês       | 4º             | 14             | Sem Semi-Finais             | Sem Semi-Finais             |
| 19º                              | Estocolmo 1975  | Geraldine                                                                  | "Toi" Tu                                                           | Francês                | 5º             | 84             | Sem Semi-Finais             | Sem Semi-Finais             |
| 20º                              | Haia 1976       | Jürgen Marcus                                                              | "Chansons Pour Ceux Qui S'Aiment" Canções para aqueles que se amam | Francês                | 14º            | 17             | Sem Semi-Finais             | Sem Semi-Finais             |
| 21º                              | Londres 1977    | Anne-Marie B                                                               | "Frère Jacques" Irmão Jacó                                         | Francês                | 16º            | 17             | Sem Semi-Finais             | Sem Semi-Finais             |
| 22º                              | Paris 1978      | Baccara                                                                    | "Parlez-vous français?" O senhor fala francês?                     | Francês                | 7º             | 73             | Sem Semi-Finais             | Sem Semi-Finais             |
| 23º                              | Jerusalém 1979  | Jeane Manson                                                               | "J'ai déjà vu ça dans tes yeux" Tenho visto isso nos teus olhos    | Francês                | 13º            | 44             | Sem Semi-Finais             | Sem Semi-Finais             |
| 24º                              | Haia 1980       | Sophie & Magaly                                                            | "Papa Pingouin" Pai pinguim                                        | Francês                | 9º             | 56             | Sem Semi-Finais             | Sem Semi-Finais             |
| 25º                              | Dublin 1981     | Jean-Claude Pascal                                                         | "C'est peut-être pas l'Amérique" Isto não pode ser a América       | Francês                | 11º            | 41             | Sem Semi-Finais             | Sem Semi-Finais             |
| 26º                              | Harrogate 1982  | Svetlana                                                                   | "Cours après le temps" Corre atrás do tempo                        | Francês                | 6º             | 78             | Sem Semi-Finais             | Sem Semi-Finais             |
| 27º                              | Munique 1983    | Corinne Hermès                                                             | "Si La Vie Est Cadeau" Se a vida é presente                        | Francês                | 1º             | 142            | Sem Semi-Finais             | Sem Semi-Finais             |
| 28º                              | Luxemburgo 1984 | Sophie Carle                                                               | "100% d'amour" 100% de amor                                        | Francês                | 10º            | 39             | Sem Semi-Finais             | Sem Semi-Finais             |
| 29º                              | Gotemburgo 1985 | Margo, Franck Olivier, Diane Solomon, Ireen Sheer, Chris & Malcolm Roberts | "Children, Kinder, Enfants" Crianças, crianças, crianças           | Francês                | 13º            | 37             | Sem Semi-Finais             | Sem Semi-Finais             |
| 30º                              | Bergen 1986     | Sherisse Laurence                                                          | "L'amour de ma vie" O amor da minha vida                           | Francês                | 3º             | 117            | Sem Semi-Finais             | Sem Semi-Finais             |
| 31º                              | Bruxelas 1987   | Plastic Bertrand                                                           | "Amour Amour" Amor, amor                                           | Francês                | 21º            | 4              | Sem Semi-Finais             | Sem Semi-Finais             |
| 32º                              | Dublin 1988     | Lara Fabian                                                                | "Croire" Acreditar                                                 | Francês                | 4º             | 90             | Sem Semi-Finais             | Sem Semi-Finais             |
| 33º                              | Lausanne 1989   | Park Café                                                                  | "Monsieur" Senhor                                                  | Francês                | 20º            | 8              | Sem Semi-Finais             | Sem Semi-Finais             |
| 34º                              | Zagreb 1990     | Céline Carzo                                                               | "Quand je te rêve" Quando sonho contigo                            | Francês                | 13º            | 38             | Sem Semi-Finais             | Sem Semi-Finais             |
| 35º                              | Roma 1991       | Sarah Bray                                                                 | "Un baiser volé" Um beijo roubado                                  | Francês                | 14º            | 29             | Sem Semi-Finais             | Sem Semi-Finais             |
| 36º                              | Malmö 1992      | Marion Welter & Kontinent                                                  | "Sou fräi" Tão livre                                               | Luxemburguês           | 21º            | 10             | Sem Semi-Finais             | Sem Semi-Finais             |
| 37º                              | Millstreet 1993 | Modern Times                                                               | "Donne-moi une chance" Dá-me uma oportunidade                      | Francês & Luxemburguês | 20º            | 11             | Kvalifikacija za Millstreet | Kvalifikacija za Millstreet |
| Não participou entre 1994 e 2023 |                 |                                                                            |                                                                    |                        |                |                |                             |                             |
| 38º                              | Malmö 2024      | Tali                                                                       | "Fighter" Lutadora                                                 | Francês & Inglês       | 13º            | 103            | 5º                          | 117                         |
| 39º                              | Basileia 2025   | Laura Thorn                                                                | "La poupée monte le son" A boneca aumenta o volume                 | Francês                | 22º            | 47             | 7º                          | 62                          |

Notas:
↑(a)  Apenas o vencedor foi revelado nessa edição.
| Ano           | Artista     | Canção                   | Final | Final  | Final | Final  | Final | Final  | Semi            | Semi            | Semi            | Semi            | Semi | Semi   |
| Ano           | Artista     | Canção                   | Tlv.  | Pontos | Júri  | Pontos | Cl.   | Pontos | Tlv.            | Pontos          | Júri            | Pontos          | Cl.  | Pontos |
| ------------- | ----------- | ------------------------ | ----- | ------ | ----- | ------ | ----- | ------ | --------------- | --------------- | --------------- | --------------- | ---- | ------ |
| Malmö 2024    | Tali        | "Fighter"                | 17º   | 20     | 11º   | 83     | 13º   | 103    | Apenas televoto | Apenas televoto | Apenas televoto | Apenas televoto | 5º   | 117    |
| Basileia 2025 | Laura Thorn | "La poupée monte le son" | 19º   | 24     | 22º   | 23     | 22º   | 47     | Apenas televoto | Apenas televoto | Apenas televoto | Apenas televoto | 7º   | 62     |

## Apresentadores

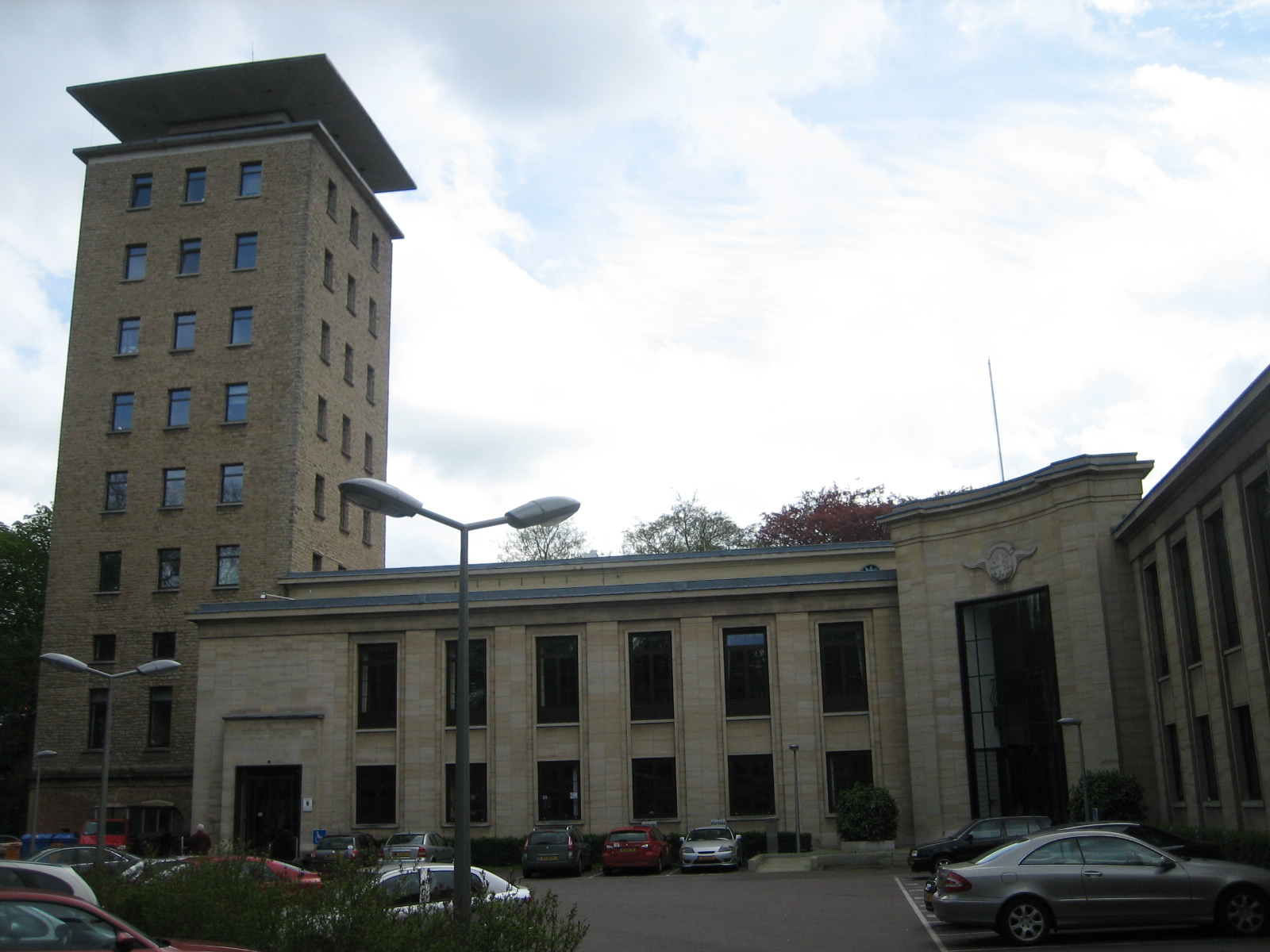
Villa Louvigny em Luxemburgo, sede do 1962 e 1966

| Ano  | Local      | Local                      | Apresentador(es)  |
| ---- | ---------- | -------------------------- | ----------------- |
| 1962 | Luxemburgo | Villa Louvigny             | Mireille Delannoy |
| 1966 | Luxemburgo | Villa Louvigny             | Josiane Chen      |
| 1973 | Luxemburgo | Nouveau Théâtre Luxembourg | Helga Guitton     |
| 1984 | Luxemburgo | Théâtre Municipal          | Désirée Nosbusch  |

## Comentadores e porta-vozes
A RTL transmitiu o concurso em vários canais de televisão e rádio durante a sua história e forneceu comentários em diferentes línguas para o público local. Ocasionalmente, os comentários foram retransmitidos a partir da transmissão de outros países participantes, como da televisão francesa RTF. Entre 1956 e 1988, o certame foi transmitido no canal de televisão de língua francesa RTL (atualmente conhecido como RTL9), e também foi transmitido no canal de televisão de língua alemã (anteriormente conhecido como RTL plus, agora intitulado RTL) desde a formação do canal em 1984 até 1988. Também foi transmitido nas estações de rádio da RTL, em 1966 na Rádio Luxemburgo de língua francesa, em 1973 na RTL Radio Lëtzebuerg de língua luxemburguesa e na Radio Luxembourg de língua inglesa, e em 1979 na RTL Radio de língua alemã. Após o seu regresso à Eurovisão, em 2024, a RTL forneceu uma vasta gama de opções de transmissão através de televisão, rádio e streaming online, com comentadores em língua inglesa, francesa e luxemburguesa recrutados para fornecer contexto durante os programas ao vivo.
| Ano(s)      | Comentador televisivo                         | Comentador de rádio                           | Votação           | Votação                | Votação        | Votação            | Ref.                        |
| Ano(s)      | Comentador televisivo                         | Comentador de rádio                           | Porta-voz         | Idioma utilizado       | Cidade         | Plano de fundo     | Ref.                        |
| ----------- | --------------------------------------------- | --------------------------------------------- | ----------------- | ---------------------- | -------------- | ------------------ | --------------------------- |
| 1956        | Desconhecido                                  | Sem transmissão                               | Sem porta-voz     | Sem porta-voz          | Sem porta-voz  | Sem porta-voz      | [ 12 ]                      |
| 1957        | Desconhecido                                  | Sem transmissão                               | Desconhecido      | Francês                | Luxemburgo     | Nenhum             | [ 13 ]                      |
| 1958        | Desconhecido                                  | Sem transmissão                               | Desconhecido      | Francês                | Luxemburgo     | Nenhum             | [ 14 ]                      |
| 1959        | Desconhecido                                  | Sem transmissão                               | Não participou    | Não participou         | Não participou | Não participou     | [ 15 ]                      |
| 1960        | Desconhecido                                  | Sem transmissão                               | Desconhecido      | Inglês                 | Luxemburgo     | Nenhum             | [ 16 ]                      |
| 1961        | Robert Beauvais(a)                            | Sem transmissão                               | Desconhecido      | Francês                | Luxemburgo     | Nenhum             | [ 17 ] [ 5 ]                |
| 1962        | Desconhecido                                  | Desconhecido                                  | Jacques Navadic   | Francês                | Luxemburgo     | Nenhum             | [ 18 ]                      |
| 1963        | Pierre Tchernia(a)                            | Sem transmissão                               | Desconhecido      | Inglês                 | Luxemburgo     | Nenhum             | [ 19 ]                      |
| 1964        | Robert Beauvais(a)                            | Sem transmissão                               | Desconhecido      | Francês                | Luxemburgo     | Nenhum             | [ 20 ]                      |
| 1965        | Desconhecido                                  | Sem transmissão                               | Desconhecido      | Francês                | Luxemburgo     | Nenhum             | [ 21 ]                      |
| 1966        | Desconhecido                                  | Desconhecido (em francês)                     | Camillo Felgen    | Francês                | Luxemburgo     | Nenhum             | [ 6 ] [ 22 ]                |
| 1967        | Desconhecido                                  | Sem transmissão                               | Desconhecido      | Francês                | Luxemburgo     | Nenhum             | [ 23 ]                      |
| 1968        | Desconhecido                                  | Sem transmissão                               | Desconhecido      | Inglês                 | Luxemburgo     | Nenhum             | [ 24 ]                      |
| 1969        | Desconhecido                                  | Sem transmissão                               | Desconhecido      | Francês                | Luxemburgo     | Nenhum             | [ 25 ]                      |
| 1970        | Desconhecido                                  | Sem transmissão                               | Desconhecido      | Inglês                 | Luxemburgo     | Nenhum             | [ 26 ]                      |
| 1971        | Desconhecido                                  | Sem transmissão                               | Sem porta-voz     | Sem porta-voz          | Sem porta-voz  | Sem porta-voz      | [ 27 ]                      |
| 1972        | Jacques Navadic                               | Sem transmissão                               | Sem porta-voz     | Sem porta-voz          | Sem porta-voz  | Sem porta-voz      | [ 28 ] [ 29 ]               |
| 1973        | Desconhecido                                  | Desconhecido (em francês)                     | Sem porta-voz     | Sem porta-voz          | Sem porta-voz  | Sem porta-voz      | [ 7 ] [ 8 ] [ 30 ]          |
| 1973        | Desconhecido                                  | Desconhecido (em luxemburguês)                | Sem porta-voz     | Sem porta-voz          | Sem porta-voz  | Sem porta-voz      | [ 7 ] [ 8 ] [ 30 ]          |
| 1974        | Desconhecido                                  | Desconhecido                                  | Desconhecido      | Inglês                 | Luxemburgo     | Nenhum             | [ 31 ]                      |
| 1975        | Desconhecido                                  | Desconhecido                                  | Desconhecido      | Inglês                 | Luxemburgo     | Nenhum             | [ 32 ]                      |
| 1976        | Desconhecido                                  | Desconhecido                                  | Jacques Harvey    | Francês                | Luxemburgo     | Nenhum             | [ 33 ]                      |
| 1977        | Desconhecido                                  | Desconhecido                                  | Jacques Harvey    | Francês                | Luxemburgo     | Nenhum             | [ 34 ]                      |
| 1978        | Jacques Navadic e André Torrent               | Desconhecido                                  | Jacques Harvey    | Francês                | Luxemburgo     | Nenhum             | [ 35 ] [ 36 ]               |
| 1979        | Desconhecido                                  | Desconhecido (em alemão)                      | Jacques Harvey    | Francês                | Luxemburgo     | Nenhum             | [ 37 ]                      |
| 1980        | Jacques Navadic                               | Desconhecido                                  | Jacques Harvey    | Francês                | Luxemburgo     | Nenhum             | [ 38 ]                      |
| 1981        | Desconhecido                                  | Desconhecido                                  | Jacques Harvey    | Francês                | Luxemburgo     | Nenhum             | [ 39 ]                      |
| 1982        | Marylène Bergmann                             | Desconhecido                                  | Jacques Harvey    | Francês                | Luxemburgo     | Nenhum             | [ 40 ]                      |
| 1983        | Desconhecido                                  | Desconhecido                                  | Jacques Harvey    | Francês                | Luxemburgo     | Nenhum             | [ 41 ]                      |
| 1984        | Desconhecido (em francês)                     | Desconhecido                                  | Jacques Harvey    | Francês e luxemburguês | Luxemburgo     | Nenhum             | [ 42 ] [ 43 ]               |
| 1984        | Desconhecido (em alemão)                      | Desconhecido                                  | Jacques Harvey    | Francês e luxemburguês | Luxemburgo     | Nenhum             | [ 42 ] [ 43 ]               |
| 1985        | Desconhecido (em francês)                     | Desconhecido                                  | Frédérique Ries   | Francês                | Luxemburgo     | Nenhum             | [ 44 ] [ 45 ]               |
| 1985        | Oliver Spiecker (em alemão)                   | Desconhecido                                  | Frédérique Ries   | Francês                | Luxemburgo     | Nenhum             | [ 44 ] [ 45 ]               |
| 1986        | Desconhecido (em francês)                     | Desconhecido                                  | Frédérique Ries   | Francês                | Luxemburgo     | Nenhum             | [ 46 ] [ 47 ]               |
| 1986        | Desconhecido (em alemão)                      | Desconhecido                                  | Frédérique Ries   | Francês                | Luxemburgo     | Nenhum             | [ 46 ] [ 47 ]               |
| 1987        | Desconhecido (em francês)                     | Desconhecido                                  | Frédérique Ries   | Francês                | Luxemburgo     | Nenhum             | [ 48 ] [ 49 ]               |
| 1987        | Desconhecido (em alemão)                      | Desconhecido                                  | Frédérique Ries   | Francês                | Luxemburgo     | Nenhum             | [ 48 ] [ 49 ]               |
| 1988        | Desconhecido (em francês)                     | Desconhecido                                  | Jean-Luc Bertrand | Francês                | Luxemburgo     | Nenhum             |                             |
| 1988        | Desconhecido (em alemão)                      | Desconhecido                                  | Jean-Luc Bertrand | Francês                | Luxemburgo     | Nenhum             |                             |
| 1989        | Desconhecido                                  | Desconhecido                                  | Jean-Luc Bertrand | Francês                | Luxemburgo     | Nenhum             |                             |
| 1990        | Desconhecido                                  | Desconhecido                                  | Jean-Luc Bertrand | Francês                | Luxemburgo     | Nenhum             |                             |
| 1991        | Desconhecido                                  | Desconhecido                                  | Jean-Luc Bertrand | Francês                | Luxemburgo     | Nenhum             |                             |
| 1992        | Desconhecido                                  | Desconhecido                                  | Desconhecido      | Francês                | Luxemburgo     | Nenhum             |                             |
| 1993        | Desconhecido                                  | Desconhecido                                  | Desconhecido      | Francês                | Luxemburgo     | Nenhum             |                             |
| 1994 - 2023 | Sem transmissão                               | Sem transmissão                               | Não participou    | Não participou         | Não participou | Não participou     |                             |
| 2024        | Raoul Roos e Roger Saurfeld (em luxemburguês) | Raoul Roos e Roger Saurfeld (em luxemburguês) | Désirée Nosbusch  | Inglês e luxemburguês  | Luxemburgo     | Panorama da cidade | [ 50 ] [ 51 ] [ 52 ] [ 53 ] |
| 2024        | Sarah Tapp e Meredith Moss (em inglês)        |                                               | Désirée Nosbusch  | Inglês e luxemburguês  | Luxemburgo     | Panorama da cidade | [ 50 ] [ 51 ] [ 52 ] [ 53 ] |
| 2024        | Jerôme Didelot (em francês)                   |                                               | Désirée Nosbusch  | Inglês e luxemburguês  | Luxemburgo     | Panorama da cidade | [ 50 ] [ 51 ] [ 52 ] [ 53 ] |

Notas:
↑(a)  Comentários transmitidos através da RTF francesa.

## Maestros
| Ano(s) | Maestro             |
| ------ | ------------------- |
| 1956   | Jacques Lasry(a)    |
| 1957   | Willy Berking       |
| 1958   | Dolf van der Linden |
| 1959   | Não participou      |
| 1960   | Eric Robinson       |
| 1961   | Léo Chauliac        |
| 1962   | Jean Roderes        |
| 1963   | Eric Robinson       |
| 1964   | Jacques Denjean     |
| 1965   | Alain Goraguer      |
| 1966   | Jean Roderes        |
| 1967   | Claude Denjean      |
| 1968   | André Borly         |
| 1969   | Augusto Algueró     |
| 1970   | Raymond Lefèvre     |
| 1971   | Jean Claudric       |
| 1972   | Klaus Munro         |
| 1973   | Pierre Cao          |
| 1974   | Charles Blackwell   |
| 1975   | Phil Coulter        |
| 1976   | Jo Plée             |
| 1977   | Johnny Arthey       |
| 1978   | Rolf Soja           |
| 1979   | Hervé Roy           |
| 1980   | Norbert Daum        |
| 1981   | Joël Rocher         |
| 1982   | Jean Claudric       |
| 1983   | Michel Bernholc     |
| 1984   | Pascal Stive        |
| 1985   | Norbert Daum        |
| 1986   | Rolf Soja           |
| 1987   | Alec Mansion        |
| 1988   | Régis Dupré         |
| 1989   | Benoît Kaufman      |
| 1990   | Thierry Durbet      |
| 1991   | Francis Goya        |
| 1992   | Christian Jacob     |
| 1993   | Francis Goya        |
| 1994   | Não participou      |
| 1995   | Não participou      |
| 1996   | Não participou      |
| 1997   | Não participou      |
| 1998   | Não participou      |

Notas:
↑(a)  Jacques Lasry obteve a nacionalidade israelita em 1978.

### Maestros anfitriões
| Ano(s) | Maestro      |
| ------ | ------------ |
| 1962   | Jean Roderes |
| 1966   | Jean Roderes |
| 1973   | Pierre Cao   |
| 1984   | Pierre Cao   |

## Historial dos votos
| Luxemburgo deu mais pontos a: | Luxemburgo deu mais pontos a: | Luxemburgo deu mais pontos a: |
| Rank                          | País                          | Pontos                        |
| ----------------------------- | ----------------------------- | ----------------------------- |
| 1                             | Reino Unido                   | 174                           |
| 2                             | França                        | 121                           |
| 3                             | Irlanda                       | 116                           |
| 4                             | Suíça                         | 106                           |
| 5                             | Espanha                       | 91                            |

| Luxemburgo recebeu mais pontos de: | Luxemburgo recebeu mais pontos de: | Luxemburgo recebeu mais pontos de: |
| Rank                               | País                               | Pontos                             |
| ---------------------------------- | ---------------------------------- | ---------------------------------- |
| 1                                  | Portugal                           | 97                                 |
| 2                                  | Irlanda                            | 95                                 |
| 3                                  | França                             | 89                                 |
| 4                                  | Reino Unido                        | 87                                 |
| 5                                  | Finlândia                          | 83                                 |

## Congratulations: 50 Anos do Festival Eurovisão da Canção
Legenda
     Vencedor
     2.º lugar
     3.º lugar
     Pontuação Nula ("Null Points")/Último Lugar
     Melhor classificação (fora do top 3)
     Qualificação para a final (fora do top 3)
     País-anfitrião
     Desclassificado
| Ano  | Artista(s)  | Língua  | Canção                          | Final             | Pontos            | Semi | Pontos | Classificação (1965) | Pontos (1965) |
| ---- | ----------- | ------- | ------------------------------- | ----------------- | ----------------- | ---- | ------ | -------------------- | ------------- |
| 1965 | France Gall | Francês | "Poupée de cire, poupée de son" | Não se qualificou | Não se qualificou | 14º  | 37     | 1º                   | 32            |